# Erkan & Stefan gegen die Mächte der Finsternis
Erkan & Stefan gegen die Mächte der Finsternis ist ein Film des Regisseurs Axel Sand, gedreht im Jahr 2001 in Deutschland. Es ist der zweite Film des Comedy-Duos nach Erkan & Stefan.
Der Film handelt von der Auseinandersetzung zwischen Kartan, einem finsteren Hexenmeister, und der Kämpferin Tana, die sich selbst als „Hüterin des Guten“ bezeichnet. Erkan und Stefan geraten in den Konflikt zwischen den beiden, können aber in ihrem Slapstick die Welt vor dem Bösen retten.

## Handlung
Vor langer Zeit hat Kartan in Mesopotamien versucht, die orientalische, mystisch anmutige Tana mit dem magischen Dolch zu töten, um sich die Weltherrschaft zu sichern. Dies ist ihm misslungen, stattdessen konnte Tana in den Dolch schlüpfen, der bis zum anbrechenden 21. Jahrhundert verschollen war.
Der Film beginnt damit, dass Kartan sich den Dolch nach langer Suche durch List aneignen kann. Der Dolch soll es ihm endlich ermöglichen, mit einem blutigen Ritual die Menschheit dieser Welt auf ewig seiner dunklen Herrschaft zu unterwerfen.
Kartan transportiert den Dolch in seinem Fluggepäck, und dadurch geschieht es, dass Erkan, der zusammen mit Stefan als Gepäckfahrer am Münchener Flughafen arbeitet, den Dolch an sich bringt und Kartan eine fernöstliche Billig-Kopie unterschiebt, nicht ahnend, was es mit dieser Klinge auf sich hat.
Mit dem falschen Dolch eröffnet Kartan wenig später die Zeremonie, die Tana aus dem Dolch erwecken und sein grausiges Ritual vollziehen soll. Doch stattdessen wirkt der Zauber nun auf den Dolch, der sich in Erkans Besitz befindet, als dieser gerade mit Stefan seine neueste Anschaffung – ein Videospiel mit „Bunny-zieh-dich-aus-Knopf“ – ausprobiert.
Tana erwacht aus dem Dolch und stürzt sich zunächst auf Erkan und Stefan, weil sie in einem von beide Kartan vermutet. Als die Wohnung Kleinholz ist, und klar ist, dass keiner der beiden Kartan ist, macht sie sich als Behüterin des Guten auf den Weg zu der ihr aufgetragene Mission, Kartan aufzuspüren und zu vernichten. Da sie die Veränderungen der letzten Jahrtausende verpasst hat, fällt ihr die Orientierung in der modernen Welt denkbar schwer. Doch durch das verlockende Angebot einer Liebesnacht sind Erkan und Stefan schnell bereit, ihr mit dem nötigen know-how beizustehen, sie zu beschützen und Kartan aufzuhalten.
Erkan und Stefan wissen allerdings nicht, wo sie mit der Suche beginnen sollen. Da Tana eine wirre Behauptung über einen Ort, an dem die bösen Kräfte zusammenkommen, abgibt, denken die beiden, dass es sich um das Anti-Aggressions-Training von Fr. Schmächtig handelt, an dem sie und einige Schwerkriminelle teilnehmen. Ausgestattet mit dem Auto von Stefans Bruder Horst und verfolgt von zwei Killern des Kultes von Kartan, machen sie sich auf den Weg dorthin und stiften dort ein riesiges Chaos an, können aber auch so entkommen.
Vor dem Gebäude wartet allerdings Kartan, der Erkan, Stefan und Tana angreift. Tana kann sich zwar des Angriffs erwehren und Kartan vorerst ausschalten, doch sie wird von einem Streifschuss am Arm getroffen und bricht zusammen. Erkan und Stefan können mit ihr fliehen und sie in Erkans Wohnung medizinisch versorgen. Dort sehen sie aber einen Fernsehbericht über das Necronomicon, welches auf dem Münchener Marienplatz ausgestellt werden soll. Um Tana zu töten, braucht Kartan das Buch. Deswegen entschließen sich Erkan und Stefan, das Buch zu holen, doch um den Hexenmeister zu besiegen, benötigen sie die Macht des Willens, über die sie zwar verfügen, die sie aber nicht kontrollieren können.
Kartan gelingt es aber, Erkan und Stefan zu täuschen, indem er sich als Trixie ausgibt, für die beide schwärmen. Mit Tanas Dolch begeben sie sich in eine nahe gelegene Discothek, wo sie wie VIPs behandelt werden. Als jedoch nur Erkan von Trixie und einer weiteren Frau umgarnt wird, wird Stefan eifersüchtig und will allein die Welt retten. Als er den Dolch bekommt, fangen Trixie und Freundin an, Stefan zu umgarnen, weswegen Erkan und Stefan anfangen sich zu streiten.
In all dem Chaos bemerken sie nicht, dass Tana ohne Schutz in Erkans Wohnung zurückgelassen worden ist, was die Killer von Kartan nutzen, um Tana mit einem Elektroschocker zu betäuben und zu entführen. Erkan und Stefan bemerken dies nach ihrer Versöhnung zu spät, wissen aber, wo Tana gefangengehalten wird. Bewaffnet mit Dönerspieß und falschem Weihwasser (welches sich als ätzende Säure herausstellen wird), machen sie sich auf zum Marienplatz. Im Hinterkopf haben sie dabei die Ratschläge ihres Großvaters, dass sie niemals einen fremden Dönerspieß benutzen und ehrlich zueinander sein sollen.
Mit viel Glück gelingt es den beiden, die Wächter und die beiden Killer auszuschalten und zu Tana zu gelangen, die auf einen Altar gefesselt auf die Rettung wartet. Doch das Glück endet, als Kartan und der Kult die beiden überraschen und ihrerseits gefangen nehmen. Nichts scheint Tana vor ihrem sicheren Tod retten zu können, da ihr Leben an Erkan und Stefan hängt. Um den Dolch in Kartans Herz zu stoßen, müssen sie ihren Stolz überwinden und zahlreiche Geständnisse machen, um keine Geheimnisse voreinander zu haben. Dies funktioniert jedoch, und es gelingt ihnen, mit der Macht ihres Willens Kartan zu töten, Tana zu befreien und die Sekte zu zerschlagen.
Tana ist den beiden sehr dankbar und ist bereit, mit Erkan und Stefan eine Liebesnacht zu verbringen. Da sie aber ihren Stolz wieder nicht überwinden können und jeweils einzeln diese Liebesnacht begehen wollen, kommt es zu einem stundenlangen Streit, bei dem Tana allein einschläft.

## Hintergrund
Der Film wurde in München gedreht. Am 20. Juni 2002 lief er in den Kinos in Deutschland und der Schweiz an, in Österreich war er einen Tag später zu sehen. Am 19. Mai 2003 wurde der Film bei den Internationalen Filmfestspielen von Cannes gezeigt.
Beim Dreh des Films lernte John Friedmann seine zwischenzeitliche Lebensgefährtin, die Schauspielerin Bettina Zimmermann, kennen.
Der Film enthält diverse Filmzitate, so erinnert die einleitende Entdeckung des Dolches in der Felsenkammer an „Indiana Jones“, das goldene Buch spielt auf Die Mumie an, während die Martial-Arts-Szenen, der verwendete Bullet-Time-Effekt sowie die virtuelle Realität ein Verweis auf „Matrix“ sind.

## Kritiken
In der Internet Movie Database erhielt der Film durchschnittlich gerade einmal 3,9 von 10 möglichen Punkten. Auf Moviepilot wurde er von den Zuschauern sogar mit nur 2,7 von 10 möglichen Punkten bewertet. Mit dieser schlechten Resonanz wurde er bei Moviepilot auf dem vierten Platz der größten „Flops der 2000er“ geführt, lediglich von den Filmen Daniel, der Zauberer, Die Maske 2 und Far Cry unterboten und bei der Liste der „10 schlechtesten deutschen Komödien“ auf dem dritten Platz geführt.
Johannes Pietsch von Filmstarts.de konstatiert, dass der Regiedebütant Axel Sand dieses „unvermeidliche Sequel […] des Debilen-Duetts prompt in Ebenselbigen setzte“. Bettina Zimmermann wird ein „Negativ-Talent“ attestiert, auch die Drehbuchautoren, deren „geistigen Befindlichkeit“ in Frage gestellt wird, erhalten keine guten Kritiken von Johannes Pietsch. Die „Virtual-Reality-Idee“ sei „so ziemlich der einzige gute Kalauer des Films“, der jedoch „als quälend endloser Running Gag abgewickelt wird“. Die „peinlich platte »Matrix«-Persiflage“ sowie „ein reichlich überflüssiges Cameo von Corinna Harfouch als Therapeutin“ runden Pietschs Gesamteindruck ab. Es „schleppt sich dieses quälend witzlose Paradebeispiel humoristischen Untertagebaus von einer fett brontalen Szene-Nullnummer zum nächsten Humor-Overkill“, weswegen Pietsch dem Film zwei von fünf möglichen Punkten vergab.
Die Redaktion des Lexikons des internationalen Films urteilt, Erkan & Stefan gegen die Mächte der Finsternis sei ein „zweites Kino-Vehikel der Komiker Erkan und Stefan, dessen Humor sich auf demselben flachen Niveau wie der Erstling bewegt und dessen Inszenierung selbst bei den wenigen halbwegs komischen Gags versagt“.

## Auszeichnungen
2002 wurde Philip Voges als Produzent der besten Kinokomödie und Bettina Zimmermann als beste Komikerin in einer Nebenrolle mit einer Nominierung für den Deutschen Comedypreis bedacht. 2003 gewann Bettina Zimmermann den New Faces Award.